# Големият сън
Големият сън (на английски: The Big Sleep) е първият роман от американския писател Реймънд Чандлър. Издаден е през 1939 година. Разказвач и главен участник в историята е популярният Чандлъров герой – частният детектив Филип Марлоу. Книгата е базирана върху разказите на автора: Убиец в дъжда (1935) и Завесата (1936).
Действието отвежда детектива в имението на богат и уважаван, пенсиониран генерал, чийто две разглезени дъщери са заплетени в множество проблеми с хора от престъпните прослойки на Лос Анджелис. В типичен за автора стил, историята е изпълнена с много и богато обрисувани образи въвлечени в заплетена мрежа от взаимоотношения.
През 2005 година, списанието Тайм, включва Големият сън в листата си – „100 най-добри романа публикувани след 1923 година“. Новелата е адаптирана два пъти за филмовия екран: през 1946 година, под режисурата на Хауърд Хоукс с участието на Хъмфри Богарт като Филип Марлоу и през 1978 година с Робърт Мичъм в ролята на детектива.
Първото издание на книгата на български език е през 1984 година от издателство „Христо Г. Данов“.